# Теково (зупинний пункт)
Те́ково (також Гудя) — пасажирський залізничний зупинний пункт Ужгородської дирекції Львівської залізниці.
Розташований у селі Теково, Виноградівський район Закарпатської області на лінії Королево — Дяково між станціями Виноградів-Закарпатський (14 км), Королево (7 км) та Чорнотисів (5 км).
Станом на серпень 2019 року щодня дві пари дизель-потягів прямують за напрямком Дяково — Батьово/Солотвино I.